# Euclide (Ribera)
Pour les articles homonymes, voir Euclide (homonymie).
Euclide est un tableau peint entre 1630 et 1635 par José de Ribera. Il mesure 125,1 × 92,4 cm. Il est conservé au musée Getty à Los Angeles. 
Il est possible que le tableau, une peinture à l'huile sur toile qui représente le mathématicien Euclide, soit une commande du vice-roi de Naples, le duc d'Alcalá Fernando Afán de Rivera y Enríquez (1570-1637).